# Orania

Flaga domu Orańskich (Oranje blanje bleu)

Herb Księstwa Oranii

Księstwo Oranii (pot. Orania; nazwa od miasta Orange) – lenno króla Francji, początkowo hrabstwo, a od 1171 księstwo. Rządzone było przez przedstawicieli różnych rodów, nazywanych od nazwy księstwa orańskimi. Przedstawiciele ostatniego z tych rodów (dynastia Orańska-Nassau) byli w XVI i XVII wieku m.in. namiestnikami różnych prowincji niderlandzkich. W 1702 wygasła starsza linia orańska owego rodu na Wilhelmie III. W 1712 król Ludwik XIV uznał Oranię za lenno francuskie i mianował jego władcą Ludwika Armanda II, księcia Conti. Księstwo w pokoju utrechckim utrzymało się przy Francji, a tytuł przypadł królowi Prus Fryderykowi Wilhelmowi I. Tytuł zatrzymali też przedstawiciele rodu orańskiego. Od 1702 roku, począwszy od Jana Wilhelma Friso zachowali tytularną godność księcia Oranii.
Gdy powstało Królestwo Niderlandów tytuł księcia Oranii stał się godnością nadawaną następcy tronu.

## Książęta Oranii

### Ród de Baux-Orange
- Bertrand I de Baux (1171-1181)

### Ród de Baux
- Wilhelm I de Baux (1182-1218)
- Rajmund I de Baux (1218-1282)
- Bertrand IV de Baux (1281-1314)
- Rajmund IV de Baux (1314-1340)
- Rajmund V de Baux (1340-1393)
- Maria Orańska (1393-1417), z mężem Janem III de Châlon (1393-1418)

### Ród Châlon-Arlay
- Ludwik II Bóg (1418-1463)
- Wilhelm VII de Châlon (1463-1475)
- Jan II de Châlon (1475-1502)
- Filibert de Châlon (1502-1530)

### Ród Châlon-Orange
- René de Châlon (1530-1544)

### Ród Orange-Nassau
- Wilhelm IX z Nassau (1544-1584), kuzyn René’go, znany jako Wilhelm I Orański
- Filip Wilhelm Orański (syn Wilhelma I z pierwszego małżeństwa) (1584-1618)
- Maurycy Orański (syn Wilhelma I z drugiego małżeństwa) (1618-1625)
- Fryderyk Henryk Orański (syn Wilhelma I z czwartego małżeństwa) (1625-1647)
- Wilhelm II Orański (1647-1650)
- Wilhelm III Orański (1650-1702)

## Książęta tytularni Oranii (od 1702-)

### Ród Orange-Nassau
- Jan Wilhelm Friso (potomek brata Wilhelma I) (1702-1711)
- Wilhelm IV Orański (1711-1751)
- Wilhelm V Orański (1751-1806)
- Wilhelm VI Orański (1806-1815)

### Tytuł następców tronu holenderskiego
- Wilhelm (1815-1840) (późniejszy Wilhelm II)
- Wilhelm (1840-1849) (późniejszy Wilhelm III)
- Wilhelm, pierwszy syn Wilhelma III i Zofii Wirtemberskiej (1849-1879)
- Aleksander, trzeci syn Wilhelma III i Zofii Wirtemberskiej (1879-1884)
- Wilhelm Aleksander (1980-2013)
- Katarzyna Amalia, pierwsza córka Wilhelma Aleksandra (2013-)